# Viking Eggeling (Modigliani)
Pour les articles homonymes, voir Viking Eggeling.
Viking Eggeling est un tableau réalisé par le peintre italien Amedeo Modigliani en 1916. Cette huile sur toile est un portrait en buste de Viking Eggeling, un confrère suédois né en 1880. Autrefois la propriété de Jean et Geneviève Masurel, l'œuvre fait partie depuis 1979 des collections du Lille Métropole Musée d'Art moderne, d'Art contemporain et d'Art brut, à Villeneuve-d'Ascq, dans le Nord.